# Кастаньед, Тома
Тома Кастаньед (фр. Thomas Castaignède, родился 21 января 1975 в Мон-де-Марсане) — французский регбист, игравший на позиции флай-хава (блуждающего полузащитника), фулбэка (замыкающего) и трёхчетверного. Лучший регбист Франции по версии журнала Midi olympique 1996 и 1998 годов. Был известен под прозвищами «Маленький Бони» (в честь регбиста Андре Бонифаса) и «Маленький принц» (такое же прозвище носил Дидье Кодорню). Младший брат регбиста Стефана Кастаньеда.

## Биография

### Клубная карьера
Начинал карьеру в команде «Стад Монтуа» в сезоне 1992/1993. В возрасте 19 лет Тома дебютировал в чемпионате Франции в составе клуба «Тулуза», дойдя с ним до финала и победив в финале команду «Монферран». Выигранный титул чемпиона Франции стал первым из четырёх титулов подряд в карьере Тома: «Тулузу» он позднее неоднократно называл «клубом своего сердца». Он же помог команде победить в первом розыгрыше Кубка Хейнекен, когда в финале против «Кардиффа» занёс попытку и забил дроп-гол. В 1997 году он перешёл в «Кастр», где трижды с 1997 по 2000 годы выходил в четвертьфинал чемпионата страны.
В 2000 году Кастаньед уехал из Франции, не добившись ничего за два сезона в клубе и сборной. Его выбор пал на «команду-мечту» — лондонский клуб «Сарацины». Однако серьёзное повреждение ахиллового сухожилия выбило из строя Тома почти на два года. Тем не менее, он не подумал менять команду, несмотря на предложения от «Тулузы», «Кастра» и «Расинга». В конце 2007 года, не добившись каких-то успехов с британским клубом и в составе французской сборной, Тома объявил об уходе из регби.

### Карьера в сборной
В 1995 году Кастаньед дебютировал в сборной Франции на Латинском кубке в Аргентине, а также сыграл в Тулузе против команды Новой Зеландии, ведомой Джона Лому. Участвовал в Турнире пяти наций, в матче против Англии в 1996 году он на последней минуте забил дроп-гол и принёс победу своей сборной в матче ровно за день до своего 21-летия. В матче против Уэльса Тома завоевал и Кубок Европы.
В 1997 году Тома выиграл свой первый Большой шлем. В 1998 году его вдохновенная игра в поединке против Уэльса на лондонском «Уэмбли» произвела впечатление на тренера Жана-Мишеля Агирре, который сказал, что никогда ранее не видел игрока под 10-м номером, играющим без признаков усталости в течение всей встречи. В той же игре Тома завоевал свой второй Большой шлем. Он же был заявлен на чемпионат мира 1999 года, однако на тренировке перед первым же матчем повредил бедро и пропустил все матчи (сборная дошла до финала, где уступила Австралии).
В 2000 году именно в матче против Австралии Тома получил ужасную травму, повредив серьёзно ахиллово сухожилие. Это выбило его из строя на 20 месяцев. Сроки восстановления затянулись настолько, что Тома по решению тренера Бернара Лапорта был исключён из заявки на чемпионат мира 2003 года, уступив место в составе Бриану Либенбергу. Однако осенью 2005 года Лапорт предоставил очередной шанс Кастаньеду, выпустив его на поле в матче 5 ноября 2005 против Австралии, а также 26 ноября 2005 в матче против ЮАР. В 2006 году Тома сыграл на Кубке шести наций и вскоре стал вторым в рейтинге бомбардиров сборной Франции. В состав сборной Франции на чемпионате мира 2007 года Тома не попал, что и повлияло на его решение об уходе из спорта.

### Вне регби
Тома — дипломированный инженер, выпускник Национального института прикладных наук Тулузы. Некоторое время он вёл колонку в газете The Guardian, с 2007 по 2014 годы был консультантом телеканалов Canal+ и ITV Sport. На закате карьеры Тома принял решение посвятить себя банковскому делу, начав работу в банке Société Générale. По окончании чемпионата мира 2007 года Тома завершил карьеру игрока и устроился на работу в один из банков Лондона. Проживает в боро Камден. В своё время участвовал в известном шоу «Fort Boyard» (выигрыш 148890 франков).